# Super 8
Ne doit pas être confondu avec Film 8 mm.
Pour les articles homonymes, voir Super 8 (homonymie).
 (janvier 2023).
Si vous disposez d'ouvrages ou d'articles de référence ou si vous connaissez des sites web de qualité traitant du thème abordé ici, merci de compléter l'article en donnant les références utiles à sa vérifiabilité et en les liant à la section « Notes et références ».

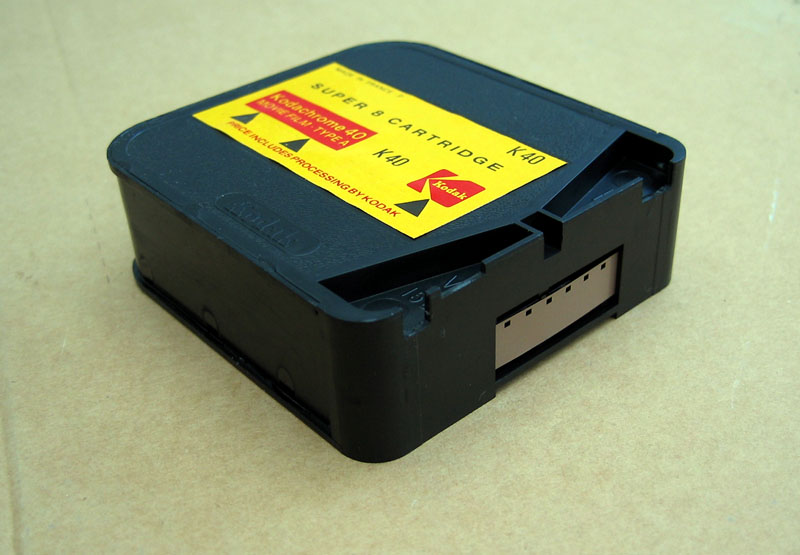
Chargeur Super 8 muet Kodachrome 40.

Le Super 8 est un format de film cinématographique, lancé par Kodak en 1965 pour le cinéma amateur. De la même largeur que le film 8 mm mais avec des perforations plus petites, ce nouveau format présente une surface d'impression agrandie de 36 %. L'image mesure 5,69 × 4,22 mm, soit un ratio de 1,35:1 (proche du format 4/3 de la télévision classique).
Le Super 8 a été le format le plus utilisé par les cinéastes amateurs, et pour cause : il était beaucoup plus courant, accessible et moins onéreux que d'autres formats (le 16 mm par exemple). En 2025, on peut toujours se procurer du matériel et des cassettes de film sur Internet.

## Présentation

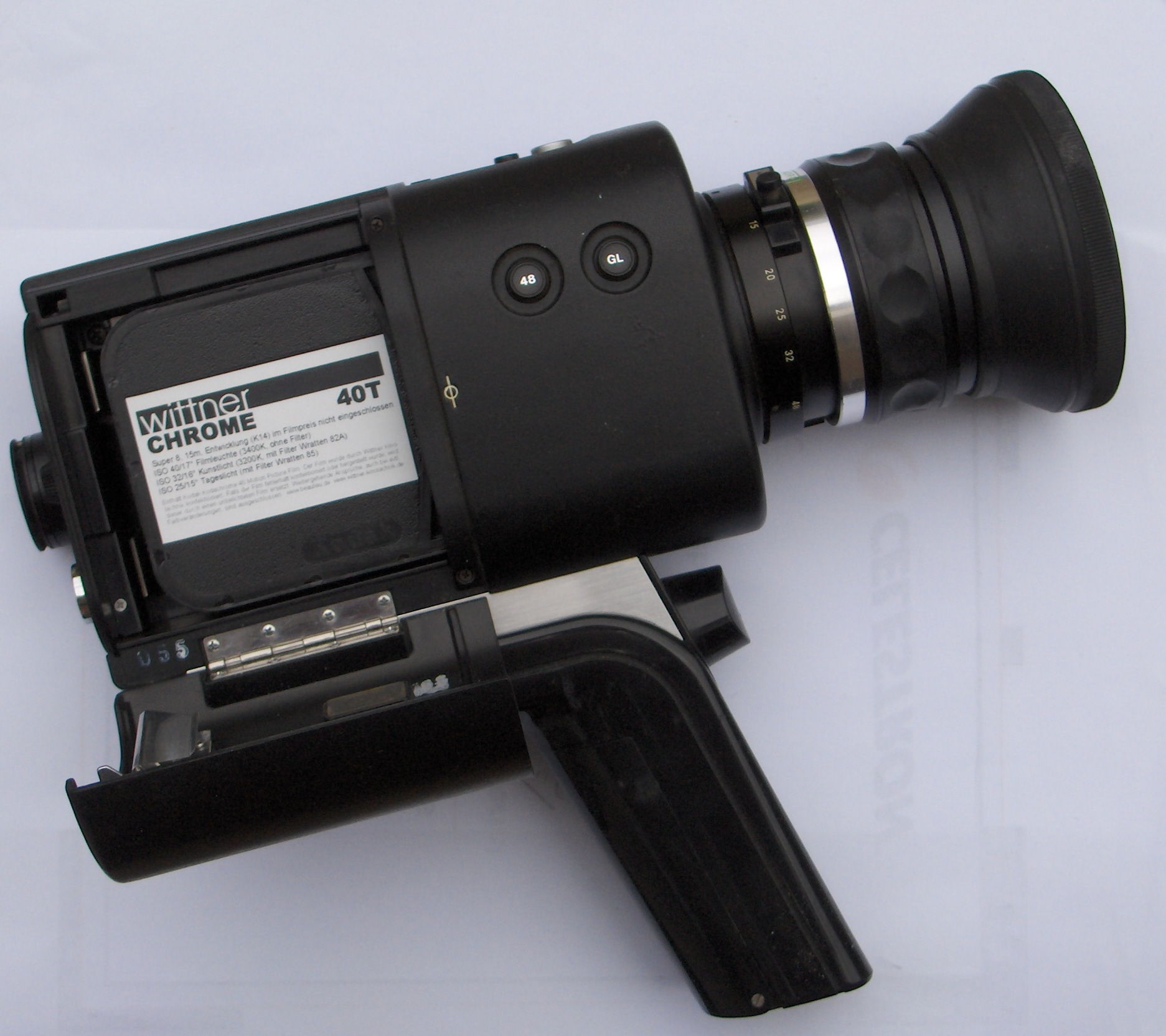
Une caméra Super 8 Chinon avec son compartiment chargeur ouvert.

Ce format de film est vendu dans des chargeurs en plastique permettant le chargement de la pellicule dans le corps de la caméra en plein jour. Les chargeurs contiennent 15 mètres de film, ce qui équivaut à une durée de tournage d'environ 2 min 40 s lorsque la caméra tourne 24 images par seconde ou 3 min 30 s à 18 images par seconde. Il existait autrefois des chargeurs de 60 mètres de film, ce qui équivalait à une durée d'environ 13 min 30 s lorsque la caméra tournait à 24 images par seconde ou 15 min 20 s à 18 images par seconde.
Un système d'encoche sur le chargeur renseigne sur la sensibilité du film, permettant à la caméra de se régler automatiquement. Ce procédé représente un net progrès sur le plan pratique, car le chargeur peut être chargé en plein jour, n'a pas besoin d'être retourné au milieu du tournage, et peut même être extrait sans autre perte que les quelques images situées au niveau de la fenêtre.
En revanche, ce chargeur a quelques défauts :
- un guidage du film moins bon que pour le 8 mm car lié au presseur en plastique incorporé au chargeur et à la situation coaxiale des deux bobines ;
- une quasi-impossibilité à rembobiner pour faire des surimpressions ou des effets de marche arrière.

## Variantes

### Le Single 8
Il faut encore le différencier du Single 8, commercialisé par Fujifilm, qui possède la même surface d'impression et les mêmes perforations, mais qui est contenu dans des chargeurs plus robustes, n'incluant pas le presseur et permettant de faire dérouler le film dans les deux sens et assurant une meilleure planéité du film ; le Single 8 est incompatible avec les caméras à chargeurs Kodak, mais la compatibilité est assurée au niveau de la projection. Son support polyester exclut le collage classique par solvant et ne permet qu'un collage par adhésif. Le Single 8 a été beaucoup moins populaire que le Super 8 mais il est toujours possible de trouver de la pellicule vierge (Cinevia) dans ce format.

### Le Double Super 8
Le Double Super 8 est utilisé dans quelques caméras haut de gamme (comme la Pathé Webo DS8 dérivée des modèles 16 mm) et ce dès 1965. Fabriqué à partir de la pellicule de format 16 mm perforée selon la cote du super 8, il est présenté en bobines de 30 mètres, 60 mètres et 120 mètres produisant le double de longueur de film après exposition des deux moitiés à la manière du film 8 mm. Une fois développé, et partagé par la moitié il s'utilise avec le matériel de projection et de montage classique dédié au super 8.

### Le film sonore
Par la suite (1974), tant le Super 8 que le Single 8 furent disponibles en version sonore (Ektasound chez Kodak), avec des chargeurs un peu plus grands, un film porteur d'une double piste audio magnétique (une piste principale, large, servant à la prise de son, sur un côté du film et une piste mince à l'extérieur des perforations, dite « piste de compensation », servant à équilibrer l'épaisseur de la précédente. Cette piste a pu servir pour le doublage sonore avec certains projecteurs) et une fenêtre pour passer la tête de lecture magnétique (les caméras sonores acceptant les chargeurs muets, mais pas l'inverse).
L'enregistrement des images était décalé de 18 images par rapport à celui du son, du fait que la lecture des images fait appel à un mouvement saccadé, tandis que celui du son fait appel à un mouvement linéaire. Ceci n'est pas sans influence sur le montage « aux ciseaux », car il provoque une erreur d'une seconde environ lors de la coupe du film.
Les films sonores n'existent plus depuis 1997 : Kodak a arrêté d'en produire car selon de nouvelles normes écologiques américaines, la fabrication de films sonores était dangereuse pour l'environnement et l'investissement financier pour se mettre en règle avec les nouvelles lois était trop élevé. La firme pourrait trouver une solution pour que les films sonores existent à nouveau, mais elle n'en fera rien (par manque de rentabilité sans doute). Aucun autre fabricant de pellicule n'a encore repris ce segment. Il faut donc se résoudre à enregistrer le son à part (sur un mini-disque par exemple). On peut également faire pister ses films à l'aide d'une pisteuse (plusieurs laboratoires se chargent de ce travail en 2022) pour les « transformer » en films sonores et ainsi pouvoir les passer dans un projecteur sonore.

### Format de diffusion
Avant la généralisation de l'enregistrement vidéo VHS, le film Super 8 sonore conditionné en cassettes sans rebobinage a servi pour la diffusion de films et autres programmes réalisés dans des formats professionnels, notamment dans les avions par les compagnies aériennes. Dans la cassette sans rebobinage, l'appareil prélève le film à la périphérie sur un plateau tournant et le remet au centre de la galette, qui n'est pas serrée. Le système évite les accidents fréquents au rebobinage rapide, mais use rapidement le film, dont les spires frottent l'une sur l'autre.

### Le film instantané
Enfin, Polaroid, le spécialiste des photos instantanées eut un échec retentissant dans les années 1980 avec un film à développement instantané de moins bonne qualité et cher avec son Polavision (ensemble visionneuse + caméra à cassette interdisant toute exploitation des films sur un projecteur normal).

## Améliorations techniques utilisées par les caméras Super 8
Parmi les progrès qui firent le succès du Super 8, et indépendants du format lui-même, on trouve :
- l'objectif zoom, généralisé à la même époque, permettant un cadrage meilleur et des travellings optiques (les caméras 8 ou 9,5 mm étaient généralement munies d'objectifs à focale fixe) ;
- le réglage automatique de l'exposition, généralement manuel auparavant. En revanche, la mise au point automatique ne s'est généralisée que sur le camescope ;
- l'apparition du film à haute sensibilité (160 ASA à l'origine, 200 ASA actuellement[Quand ?]), qui couplé à une grande ouverture (jusqu'à 1,2) et un temps de pose augmenté, permet le tournage en faible lumière ;
- la possibilité de filmer à vitesse accélérée (jusqu'à 70 images par seconde) pour permettre des ralentis de qualité ;
- l'incorporation d'un mécanisme de fondu au noir, fondu à l'ouverture, parfois de fondu enchaîné ;
- l'apparition des caméras sonores au milieu des années 1970 et de la cassette de film sonore permettant la prise de son directe.

Quelques exemples de caméras Super 8
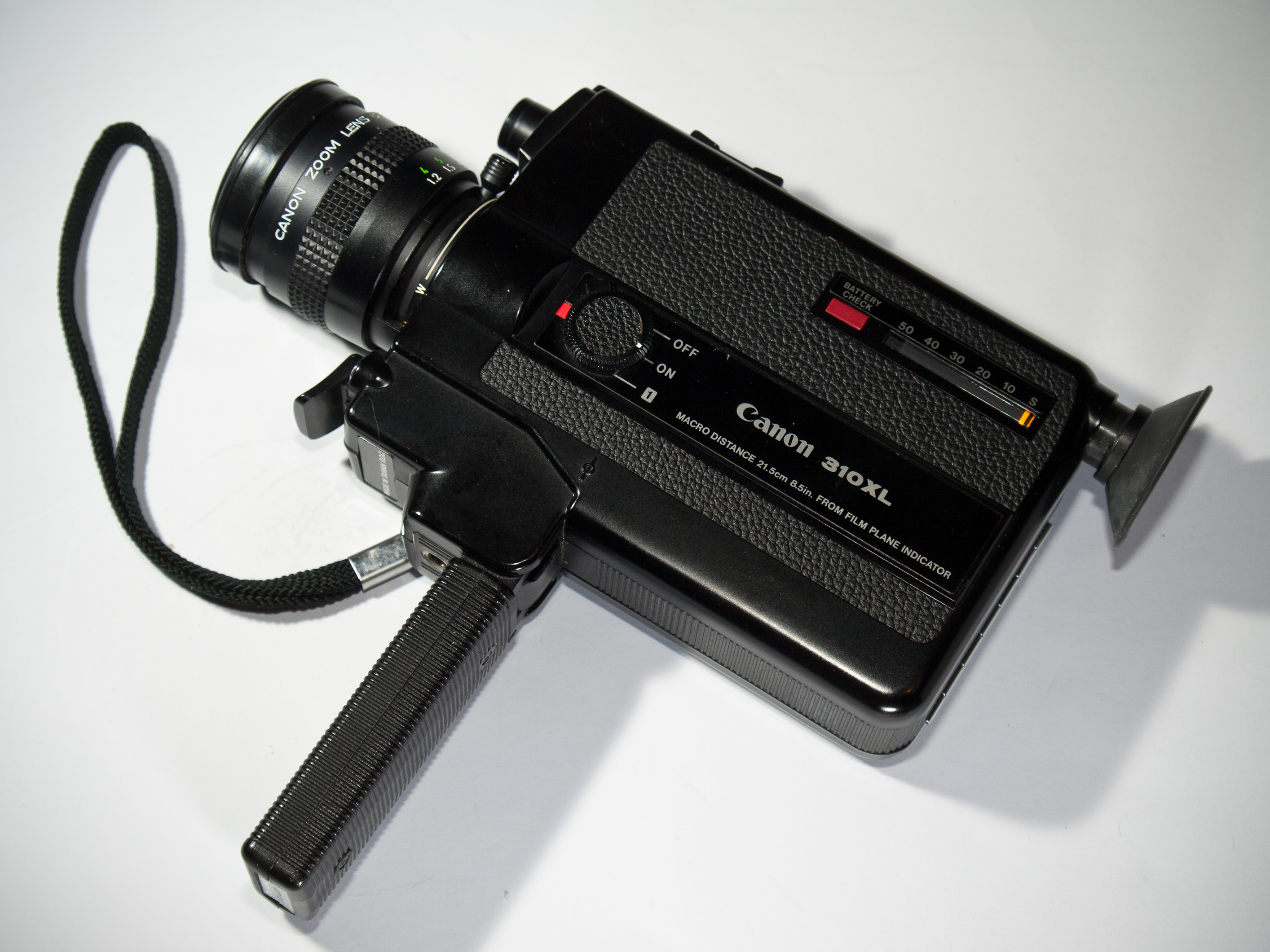
Canon 310XL.
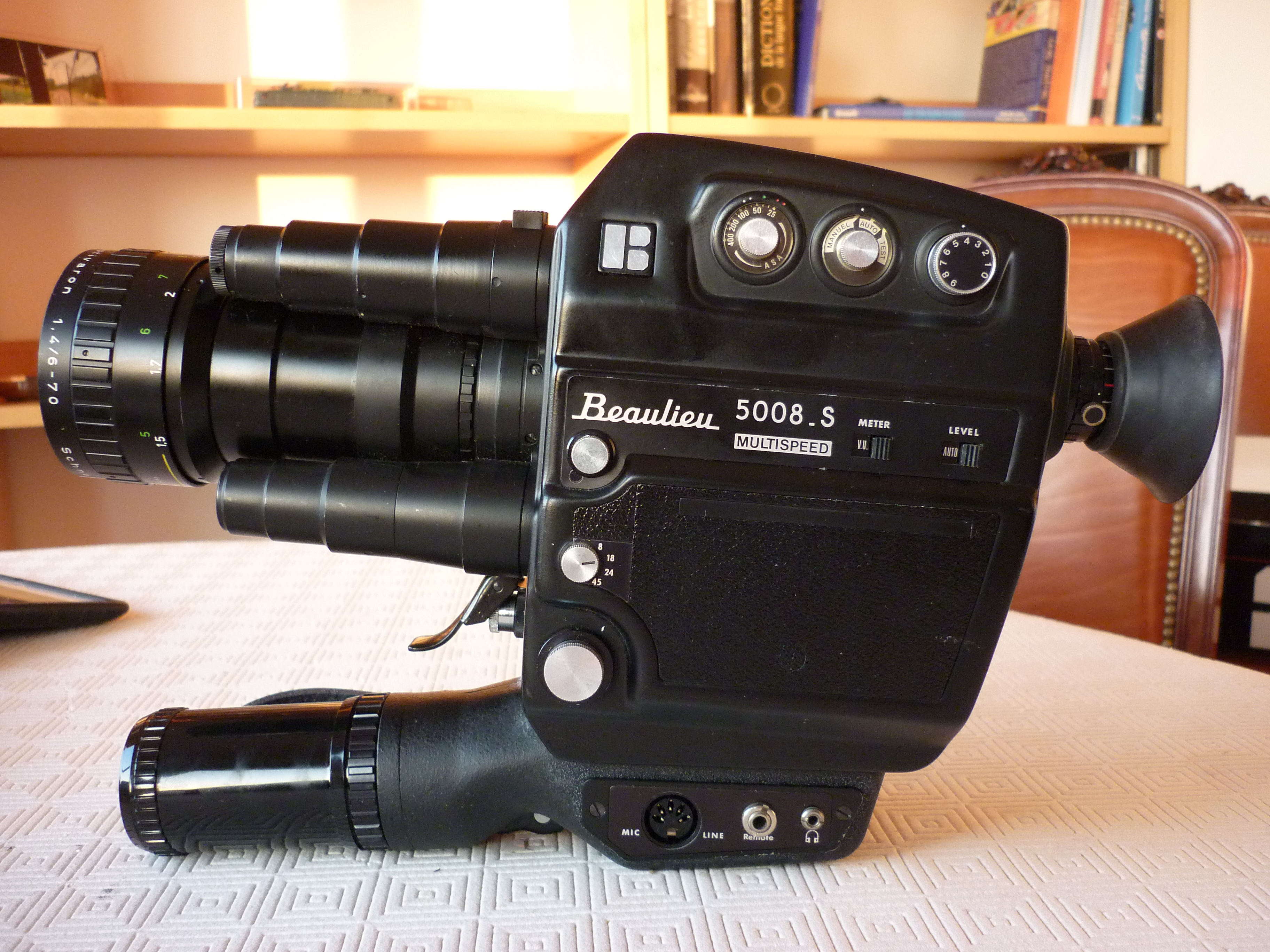
Beaulieu 5008 S.
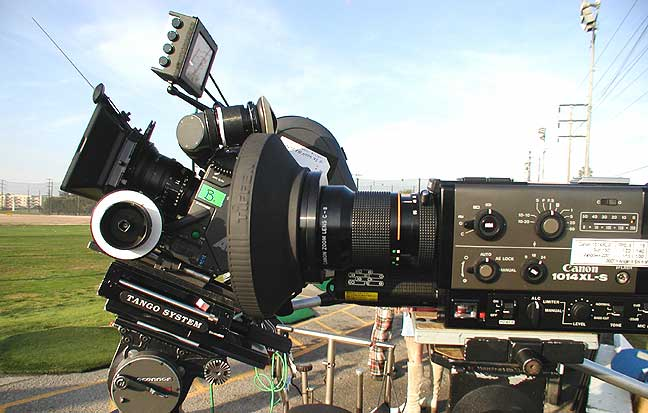
Canon 1014XL-S.

## Les projecteurs Super 8

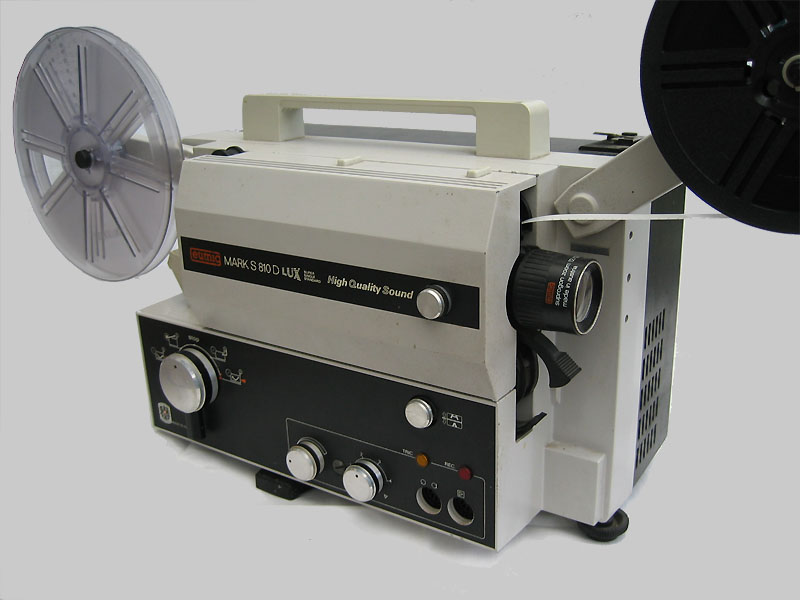
Projecteur Super 8 sonore magnétique.

Les prix, devenus abordables, et le chargement automatique contribuèrent au développement du Super 8. La plupart du temps, les projecteurs offraient la vitesse de 18 images par seconde, plus celle de 24 images par seconde pour les films commerciaux.
Plusieurs déclinaisons étaient proposés :
- Les projecteurs muets Super 8 ;
- les projecteurs (muets ou sonores) bi-films 8 mm/Super 8 ;
- Les projecteurs sonores à cassette qui fonctionnaient grâce à un magnétophone intégré et synchronisé. Ces projecteurs étaient proposés avec une caméra Super 8 spécifique et permettaient la prise son directe apparus bien avant les caméras sonores et les projecteurs magnétiques ;
- Les projecteurs sonores magnétiques directs apparurent également avant l'apparition des caméras sonores. Ils ne lisaient pas la deuxième piste, appelée « piste de compensation » car elle n'avait au début pas d'autre prétention que d'assurer un meilleur équilibrage des films. Ils permettaient de post-sonoriser les films sur lesquels était ajoutée une piste magnétique et de passer les films commerciaux sonores à 24 images par seconde ;
- Les projecteurs sonores magnétiques/son optique (rares en Super 8 mm) ;
- Les projecteurs sonores « duoplay » qui pouvaient lire les deux pistes des films permettant l'ajout de commentaires sur la deuxième piste ;
- Les projecteurs stéréophoniques qui utilisaient les deux pistes pour reproduire la stéréo.

De nombreux constructeurs étaient sur le marché : l'autrichien Eumig, le français Heurtier, l'allemand Bauer, les japonais Elmo et Chinon, le Suisse Paillard-Bolex, etc. Pratiquement tous les projecteurs étaient conçus pour être simples d'utilisation. Il existe quelques rares projecteurs haut-de-gamme ayant un plus grand objectif que les autres et projetant une image plus grande et de meilleure qualité, dont le Beaulieu 708, le Eumig S 926 GL, le Fumeo 9119 et le projecteur Elmo GS 1200, en version stéréo également. Kodak, pour promouvoir le format lors de son lancement, avait mis sur le marché un projecteur de grande qualité[Lequel ?] dont l'objectif 1.0 est présenté par certains[Qui ?] comme le meilleur jamais fabriqué[réf. nécessaire]. De nombreux projecteurs sont toujours en parfait état de fonctionnement et accessibles à prix raisonnables sur le marché de l'occasion, ce qui explique en partie que le format existe encore malgré un manque de renouveau du matériel (à l'exception de la nouvelle caméra danoise et des pellicules) depuis ces dernières années. Plusieurs fabricants proposent des pièces de rechange neuves pour certains projecteurs haut de gamme (Elmo GS 1200, Beaulieu 708…). Le fabricant néerlandais Van Eck propose des pièces produites sur imprimante 3D.
La technique des lampes LED ouvre des possibilités nouvelles mais seuls certains modèles de lampes ont pour l'instant été adaptées. Par contre, un nombre croissant de projecteurs se voit remplacer la lampe d'origine par une lampe HDI.

## Présent et avenir du Super 8
En 2014, une nouvelle caméra Super 8 professionnelle est mise sur le marché par la société danoise Logmar.
En 2016, Kodak remet en vente une caméra Super 8 et la société italienne Ferrania prépare un retour sur le marché de la pellicule avec notamment un chargeur Super 8.
En 2021, et bien que les prix soient devenus élevés, des sites spécialisés proposent toujours des films et leur développement, de même que du matériel de prise de vues et de projection.
Des applications numériques proposent de donner un aspect dit « Super 8 » aux vidéos numériques tournées avec des téléphones ou autres appareils en en dégradant la qualité vidéo à l'aide de filtres.
En 2019, Kodak a remis sur le marché des chargeurs super 8 muets avec de la pellicule Ektachrome.
Un nombre limité de films d'édition (des versions complètes ou abrégées de films commerciaux) continue de sortir régulièrement, principalement aux États-Unis (The Reel Image) et au Royaume-Uni (Classic Home Cinema) ; plusieurs nouveaux titres sont sortis en 2020 et d'autres sorties sont annoncées pour 2021.
Fin 2022, Kodak, victime du succès du renouveau du super 8 a du mal à suivre (par manque de personnel[source secondaire souhaitée]) et il y a parfois des ruptures de stock. Plusieurs nouveaux titres super 8 sont sortis aux États-Unis et au Royaume-Uni.

## Grands cinéastes du Super 8
- Téo Hernández (1939-1992)[5]
- Saul Levine (1943- )[6]
- Anne Charlotte Robertson (1949-2012)
- Joseph Morder (1949- )
- Gérard Courant (1951- )
- Nicolas Rey (1968- )

## Collectifs
En 2013, le collectif Les Scotcheuses s'est approprié la technique du Super 8, pour des films militants réalisés sans moyens sur des lieux de lutte.